# Mistrovství světa ve volejbale žen 2010
16. mistrovství světa  ve volejbale žen proběhlo ve dnech 29. října – 14. listopadu 2010 v Japonsku.
Turnaje se zúčastnilo 24 mužstev, rozdělených do čtyřech šestičlenných skupin. Z každé skupiny postoupily nejlepší čtyři týmy do dvou čtvrtfinálových skupin. Družstva, která skončila ve čtvrtfinále na prvním a druhém místě, postoupila do play off o medaile. Družstva na třetím a čtvrtém místě hrála o 5. - 8. místo a družstva na pátém a šestém místě hrála o 9. - 12. místo. Mistrem světa se stalo Rusko.

## Pořadatelská města
| Tokio                                      | Tokio                                         | Macumoto                                 | Hamamacu                        | Nagoja                              | Ósaka                                             |
| Yoyogi National Gymnasium Kapacita: 13 291 | Tokyo Metropolitan Gymnasium Kapacita: 10 000 | Matsumoto City Gymnasium Kapacita: 6 000 | Hamamatsu Arena Kapacita: 8 000 | Nippon Gaishi Hall Kapacita: 10 000 | Osaka Municipal Central Gymnasium Kapacita: 8 200 |
|                                            |                                               |                                          |                                 |                                     |                                                   |

## Výsledky a tabulky

### Základní skupiny

#### Skupina A
|    |           | JPN | SER | POL | PER | COS | ALG | V | P | Skóre | B  |
| 1. | Japonsko  | *** | 3:1 | 3:2 | 3:1 | 3:0 | 3:0 | 5 | 0 | 15:4  | 10 |
| 2. | Srbsko    | 1:3 | *** | 3:1 | 3:1 | 3:0 | 3:0 | 4 | 1 | 13:5  | 9  |
| 3. | Polsko    | 2:3 | 1:3 | *** | 3:0 | 3:0 | 3:0 | 3 | 2 | 12:6  | 8  |
| 4. | Peru      | 1:3 | 1:3 | 0:3 | *** | 3:1 | 3:0 | 2 | 3 | 8:10  | 7  |
| 5. | Kostarika | 0:3 | 0:3 | 0:3 | 1:3 | *** | 3:0 | 1 | 4 | 4:12  | 6  |
| 6. | Alžírsko  | 0:3 | 0:3 | 0:3 | 0:3 | 0:3 | *** | 0 | 5 | 0:15  | 5  |

 Peru -  Alžírsko 3:0 (25:16, 25:12, 25:18) 
29. října 2010 (12:30) – Tokio
 Srbsko -  Kostarika 3:0 (25:15, 25:18, 25:14) 
29. října 2010 (15:00) – Tokio
 Polsko -  Japonsko 2:3 (28:26, 25:21, 20:25, 23:25, 12:15)
29. října 2010 (18:00) – Tokio
 Kostarika -  Alžírsko 3:0 (25:18, 25:21, 25:10) 
30. října 2010 (12:30) – Tokio
 Srbsko -  Polsko 3:1 (19:25, 27:25, 26:24, 25:22) 
30. října 2010 (15:00) – Tokio
 Japonsko -  Peru (25:15, 25:17, 22:25, 25:14) 
30. října 2010 (18:00) – Tokio
 Peru -  Srbsko 1:3 21:(25, 25:16, 21:25, 18:25) 
31. října 2010 (12:30) – Tokio
 Polsko -  Kostarika 3:0 (25:14, 25:12, 25:15) 
31. října 2010 (15:00) – Tokio
 Alžírsko -  Japonsko 0:3 (18:25, 7:25, 14:25) 
31. října 2010 (18:00) – Tokio
 Srbsko -  Alžírsko 3:0 25:(15, 25:12, 25:21) 
2. listopadu 2010 (13:00) – Tokio
 Polsko -  Peru 3:0 (25:10, 25:15, 25:16) 
2. listopadu 2010 (15:30) – Tokio
 Kostarika -  Japonsko 0:3 (9:25 13,:25, 8:25) 
2. listopadu 2010 (18:45) – Tokio
 Peru -  Kostarika 3:1 (25:18, 25:18, 32:34, 25:19) 
3. listopadu 2010 (12:30) – Tokio
 Alžírsko -  Polsko 0:3 (17:25, 16:25, 12:25) 
3. listopadu 2010 (15:00) – Tokio
 Japonsko -  Srbsko 3:1 (28:26, 29:27, 18:25, 27:25) 
3. listopadu 2010 (18:00) – Tokio

#### Skupina B
|    |            | BRA | NED | ITA | CZE | PUR | KEN | V | P | Skóre | B  |
| 1. | Brazílie   | *** | 3:0 | 3:0 | 3:2 | 3:0 | 3:0 | 5 | 0 | 15:2  | 10 |
| 2. | Nizozemsko | 0:3 | *** | 2:3 | 3:0 | 3:0 | 3:0 | 3 | 2 | 11:6  | 8  |
| 3. | Itálie     | 0:3 | 3:2 | *** | 2:3 | 3:0 | 3:0 | 3 | 2 | 11:8  | 8  |
| 4. | Česko      | 2:3 | 0:3 | 3:2 | *** | 3:0 | 3:0 | 3 | 2 | 11:8  | 8  |
| 5. | Portoriko  | 0:3 | 0:3 | 0:3 | 0:3 | *** | 3:0 | 1 | 4 | 3:12  | 6  |
| 6. | Keňa       | 0:3 | 0:3 | 0:3 | 0:3 | 0:3 | *** | 0 | 5 | 0:15  | 5  |

 Brazílie -  Keňa 3:0 (25:15, 25:16, 25:11) 
29. října 2010 (13:30) – Hamamatsu 
 Česko -  Nizozemsko 0:3 (24:26, 20:25, 14:25)
29. října 2010 (16:15) – Hamamatsu 
 Portoriko -  Itálie 0:3 (20:25, 11:25, 18:25) 
29. října 2010 (18:45) – Hamamatsu 
 Česko -  Brazílie 2:3 (25:22, 22:25, 25:23, 20:25, 9:15)
30. října 2010 (13:00) – Hamamatsu 
 Keňa -  Portoriko 0:3 (20:25, 23:25, 19:25) 
30. října 2010 (15:30) – Hamamatsu 
 Nizozemsko -  Itálie 2:3 (25:18, 21:25, 23:25, 28:26, 12:15)
30. října 2010 (18:00) – Hamamatsu 
 Portoriko -  Česko 0:3 (14:25, 14:25, 17:25) 
31. října 2010 (13:00) – Hamamatsu 
 Itálie -  Keňa 3:0 (25:9, 25:7, 25:21) 
31. října 2010 (15:30) – Hamamatsu 
 Brazílie -  Nizozemsko 3:0 (25:19, 25:18, 25:14) 
31. října 2010 (18:00) – Hamamatsu 
 Brazílie -  Portoriko 3:0 (25:20, 25:18, 25:20) 
2. listopadu 2010 (13:30) – Hamamatsu 
 Nizozemsko -  Keňa 3:0 (25:8, 25:14, 25:11) 
2. listopadu 2010 (16:15) – Hamamatsu 
 Česko -  Itálie 3:2 (25:27, 27:29, 25:23, 25:22, 17:15)
2. listopadu 2010 (18:45) – Hamamatsu 
 Portoriko -  Nizozemsko 0:3 (12:25, 13:25, 16:25) 
3. listopadu 2010 (13:00) – Hamamatsu 
 Keňa -  Česko 0:3 (20:25, 15:25, 20:25) 
3. listopadu 2010 (15:30) – Hamamatsu 
 Itálie -  Brazílie 0:3 (16:25, 19:25, 7:25) 
3. listopadu 2010 (18:00) – Hamamatsu 

#### Skupina C
|    |            | USA | GER | CUB | THA | CRO | KAZ | V | P | Skóre | B  |
| 1. | USA        | *** | 3:0 | 3:1 | 3:1 | 3:0 | 3:0 | 5 | 0 | 15:2  | 10 |
| 2. | Německo    | 0:3 | *** | 3:0 | 3:0 | 3:0 | 3:0 | 4 | 1 | 12:3  | 9  |
| 3. | Kuba       | 1:3 | 0:3 | *** | 3:0 | 0:3 | 3:2 | 2 | 3 | 7:11  | 7  |
| 4. | Thajsko    | 1:3 | 0:3 | 0:3 | *** | 3:0 | 3:1 | 2 | 3 | 7:10  | 7  |
| 5. | Chorvatsko | 0:3 | 0:3 | 3:0 | 0:3 | *** | 3:0 | 2 | 3 | 6:9   | 7  |
| 6. | Kazachstán | 0:3 | 0:3 | 2:3 | 1:3 | 0:3 | *** | 0 | 5 | 3:15  | 5  |

 Německo -  Kazachstán 3:0 (25:21, 25:14, 25:16) 
29. října 2010 (13:30) – Matsumoto 
 USA -  Thajsko 3:1 (23:25, 25:17, 25:17, 25:21) 
29. října 2010 (16:15) – Matsumoto 
 Chorvatsko -  Kuba 3:0 (25:23, 34:32, 25:21) 
29. října 2010 (18:45) – Matsumoto 
 USA -  Chorvatsko 3:0 (25:16, 25:13, 25:23) 
30. října 2010 (13:00) – Matsumoto 
 Thajsko -  Kazachstán 3:1 (25:16, 25:18, 20:25, 25:16) 
30. října 2010 (15:30) – Matsumoto 
 Kuba -  Německo 0:3 (24:26, 17:25, 23:25) 
30. října 2010 (18:00) – Matsumoto 
 Kazachstán -  Kuba 2:3 (25:20, 15:25, 25:27, 25:23, 10:15)
31. října 2010 (13:00) – Matsumoto 
 Chorvatsko -  Thajsko 0:3 (15:25, 14:25, 17:25) 
31. října 2010 (15:30) – Matsumoto 
 Německo -  USA 0:3 (23:25, 24:26, 17:25) 
31. října 2010 (18:00) – Matsumoto 
 Chorvatsko -  Německo 0:3 (24:26, 18:25, 21:25) 
2. listopadu 2010 (13:30) – Matsumoto 
 Thajsko -  Kuba 0:3 (19:25, 27:29, 25:27) 
2. listopadu 2010 (16:15) – Matsumoto 
 USA -  Kazachstán 3:0 (25:17, 25:19, 25:19) 
2. listopadu 2010 (18:45) – Matsumoto 
 Kazachstán -  Chorvatsko 0:3 (19:25, 17:25, 18:25) 
3. listopadu 2010 (13:00) – Matsumoto 
 Německo -  Thajsko 3:0 (25:14, 25:15, 25:10) 
3. listopadu 2010 (15:30) – Matsumoto 
 Kuba -  USA 1:3 (28:30, 23:25, 25:22, 23:25) 
3. listopadu 2010 (18:00) – Matsumoto 

#### Skupina D
|    |           | RUS | KOR | TUR | CHN | DOM | CAN | V | P | Skóre | B  |
| 1. | Rusko     | *** | 3:1 | 3:1 | 3:0 | 3:1 | 3:0 | 5 | 0 | 15:3  | 10 |
| 2. | Korea     | 1:3 | *** | 3:2 | 3:0 | 3:0 | 3:0 | 4 | 1 | 13:5  | 9  |
| 3. | Turecko   | 1:3 | 2:3 | *** | 3:1 | 3:2 | 3:2 | 3 | 2 | 12:11 | 8  |
| 4. | Čína      | 0:3 | 0:3 | 1:3 | *** | 3:0 | 3:0 | 2 | 3 | 7:9   | 7  |
| 5. | Dom. rep. | 1:3 | 0:3 | 2:3 | 0:3 | *** | 3:1 | 1 | 4 | 6:13  | 6  |
| 6. | Kanada    | 0:3 | 0:3 | 2:3 | 0:3 | 1:3 | *** | 0 | 5 | 3:15  | 5  |

 Rusko -  Dominikánská republika 3:1 (21:25, 25:9, 25:17, 25:11) 
29. října 2010 (13:30) – Ósaka 
 Kanada -  Korejská republika 0:3 (19:25, 19:25, 14:25) 
29. října 2010 (16:15) – Ósaka 
 Turecko -  Čína 3:1 (19:25, 25:14, 25:20, 25:17) 
29. října 2010 (18:45) – Ósaka 
 Rusko -  Turecko 3:1 (25:27, 25:22, 25:11, 25:17) 
30. října 2010 (13:00) – Ósaka 
 Dominikánská republika -  Korejská republika 0:3 (27:29, 23:25, 20:25) 
30. října 2010 (15:30) – Ósaka 
 Čína -  Kanada 3:0 (25:16, 25:19, 25:10) 
30. října 2010 (18:00) – Ósaka 
 Turecko -  Dominikánská republika 3:2 (25:20, 25:14, 23:25, 23:25, 17:15)
31. října 2010 (13:00) – Ósaka 
 Kanada -  Rusko 0:3 (13:25, 16:25, 21:25) 
31. října 2010 (15:30) – Ósaka 
 Korejská republika -  Čína 3:0 (25:22, 25:23, 25:23) 
31. října 2010 (18:00) – Ósaka 
 Turecko -  Kanada 3:2 (19:25, 20:25, 25:14, 25:17, 15:8)
2. listopadu 2010 (13:30) – Ósaka 
 Rusko -  Korejská republika 3:1 (25:18, 25:17, 19:25, 25:22) 
2. listopadu 2010 (16:15) – Ósaka 
 Dominikánská republika -  Čína 0:3 (12:25, 21:25, 14:25) 
2. listopadu 2010 (18:45) – Ósaka 
 Kanada -  Dominikánská republika 1:3 (25:21, 26:28, 11:25, 20:25) 
3. listopadu 2010 (13:00) – Ósaka 
 Korejská republika -  Turecko 3:2 (16:25, 25:21, 25:21, 19:25, 15:13)
3. listopadu 2010 (15:30) – Ósaka 
 Čína -  Rusko 0:3 (22:25, 17:25, 19:25) 
3. listopadu 2010 (18:00) – Ósaka 

### Čtvrtfinále

#### Skupina A
|    |          | RUS  | JPN  | SER  | TUR  | POL  | CHN  | KOR  | PER  | V | P | Skóre | B  |
| 1. | Rusko    | ***  | 3:1  | 3:0  | 3:1* | 3:0  | 3:0* | 3:1* | 3:0  | 7 | 0 | 21:3  | 14 |
| 2. | Japonsko | 1:3  | ***  | 3:1* | 3:1  | 3:2* | 1:3  | 3:0  | 3:1* | 5 | 2 | 17:11 | 14 |
| 3. | Srbsko   | 0:3  | 1:3* | ***  | 0:3  | 3:1* | 3:1  | 3:0  | 3:1* | 4 | 3 | 13:12 | 11 |
| 4. | Turecko  | 1:3* | 1:3  | 0:3  | ***  | 1:3  | 3:1* | 2:3* | 3:0  | 3 | 4 | 13:14 | 10 |
| 5. | Polsko   | 0:3  | 2:3* | 1:3* | 3:1  | ***  | 0:3  | 3:2  | 3:0* | 3 | 4 | 12:15 | 10 |
| 6. | Čína     | 0:3* | 3:1  | 1:3  | 1:3* | 3:0  | ***  | 0:3* | 3:0  | 3 | 4 | 11:13 | 10 |
| 7. | Korea    | 1:3* | 0:3  | 0:3  | 3:2* | 2:3  | 3:0* | ***  | 3:1  | 3 | 4 | 12:15 | 10 |
| 8. | Peru     | 0:3  | 1:3* | 1:3* | 0:3  | 0:3* | 0:3  | 1:3  | ***  | 0 | 7 | 3:21  | 7  |

- S hvězdičkou = zápasy započítané ze základní skupiny.

 Peru -  Rusko 0:3 (15:25, 15:25, 20:25) 
6. listopadu 2010 (10:30) – Tokio
 Polsko -  Korejská republika 3:2 (12:25, 25:17, 25:18, 22:25, 17:15)
6. listopadu 2010 (12:45) – Tokio
 Srbsko -  Turecko 0:3 (19:25, 16:25, 20:25) 
6. listopadu 2010 (15:00) – Tokio
 Japonsko -  Čína 1:3 (23:25, 23:25, 29:27, 12:25) 
6. listopadu 2010 (18:00) – Tokio
 Peru -  Korejská republika 1:3 (26:24, 15:25, 18:25, 23:25) 
7. listopadu 2010 (10:30) – Tokio
 Polsko -  Rusko 0:3 (17:25, 21:25, 31:33) 
7. listopadu 2010 (12:45) – Tokio
 Srbsko -  Čína 3:1 (21:25, 25:20, 25:22, 25:22) 
7. listopadu 2010 (15:00) – Tokio
 Japonsko -  Turecko 3:1 (25:19, 23:25, 25:19, 25:13) 
7. listopadu 2010 (18:00) – Tokio
 Peru -  Turecko 0:3 (15:25, 18:25, 20:25) 
9. listopadu 2010 (11:15) – Tokio
 Polsko -  Čína 0:3 (21:25, 23:25, 18:25) 
9. listopadu 2010 (13:30) – Tokio
 Srbsko -  Rusko 0:3 (19:25, 8:25, 12:25) 
9. listopadu 2010 (15:45) – Tokio
 Japonsko -  Korejská republika 3:0 (25:22, 25:17, 25:19) 
9. listopadu 2010 (18:45) – Tokio
 Peru -  Čína 0:3 (17:25, 22:25, 21:25) 
10. listopadu 2010 (11:15) – Tokio
 Polsko -  Turecko 3:1 (25:23, 24:26, 27:25, 25:22) 
10. listopadu 2010 (13:30) – Tokio
 Srbsko -  Korejská republika (25:17, 25:22, 25:16) 
10. listopadu 2010 (15:45) – Tokio
 Japonsko -  Rusko 1:3 (21:25, 14:25, 25:23, 13:25)
10. listopadu 2010 (18:45) – Tokio

#### Skupina B
|    |            | BRA  | USA  | GER  | ITA  | CUB  | NED  | THA  | CZE  | V | P | Skóre | B  |
| 1. | Brazílie   | ***  | 3:1  | 3:0  | 3:0* | 3:1  | 3:0* | 3:0  | 3:2* | 7 | 0 | 21:4  | 14 |
| 2. | USA        | 1:3  | ***  | 3:0* | 1:3  | 3:1* | 3:0  | 3:1* | 3:0  | 5 | 2 | 17:8  | 12 |
| 3. | Německo    | 0:3  | 0:3* | ***  | 1:3  | 3:0* | 3:1  | 3:0* | 3:0  | 4 | 3 | 13:10 | 11 |
| 4. | Itálie     | 0:3* | 3:1  | 3:1  | ***  | 2:3  | 3:2* | 3:0  | 2:3* | 4 | 3 | 16:13 | 11 |
| 5. | Kuba       | 1:3  | 1:3* | 0:3* | 3:2  | ***  | 1:3  | 3:0* | 3:1  | 3 | 4 | 12:15 | 10 |
| 6. | Nizozemsko | 0:3* | 0:3  | 1:3  | 2:3* | 3:1  | ***  | 1:3  | 3:0* | 2 | 5 | 10:16 | 9  |
| 7. | Thajsko    | 0:3  | 1:3* | 0:3* | 0:3  | 0:3* | 3:1  | ***  | 3:1  | 2 | 5 | 7:17  | 9  |
| 8. | Česko      | 2:3* | 0:3  | 0:3  | 3:2* | 1:3  | 0:3* | 1:3  | ***  | 1 | 6 | 7:20  | 8  |

- S hvězdičkou = zápasy započítané ze základní skupiny.

 Brazílie -  Thajsko 3:0 (25:19, 25:19, 25:16) 
6. listopadu 2010 (11:00) – Nagoja
 Nizozemsko -  Kuba 3:1 (25:12, 22:25, 25:12, 25:20) 
6. listopadu 2010 (13:15) – Nagoja
 Itálie -  Německo 3:1 (22:25, 32:30, 25:8, 25:15) 
6. listopadu 2010 (15:30) – Nagoja
 Česko -  USA 0:3 (20:25, 20:25, 13:25) 
6. listopadu 2010 (18:00) – Nagoja
 Brazílie -  Kuba 3:1 (23:25, 25:20, 25:13, 25:18) 
7. listopadu 2010 (11:00) – Nagoja
 Nizozemsko -  Thajsko 1:3 (15:25, 23:25, 25:15, 24:26) 
7. listopadu 2010 (13:15) – Nagoja
 Itálie -  USA 3:1 (25:16, 24:26, 27:25, 27:25) 
7. listopadu 2010 (15:30) – Nagoja
 Česko -  Německo 0:3 (8:25, 17:25, 16:25) 
7. listopadu 2010 (18:00) – Nagoja
 Brazílie -  Německo 3:0 (25:16, 25:13, 25:21) 
9. listopadu 2010 (11:45) – Nagoja
 Nizozemsko -  USA 0:3 (17:25, 22:25, 17:25) 
9. listopadu 2010 (14:00) – Nagoja
 Itálie -  Thajsko 3:0 (25:13, 25:12, 25:19) 
9. listopadu 2010 (16:15) – Nagoja
 Česko -  Kuba 1:3 (25:22, 28:30, 25:22, 25:23) 
9. listopadu 2010 (18:30) – Nagoja
 Brazílie -  USA 3:1 (25:19, 24:26, 25:19, 25:23) 
10. listopadu 2010 (11:45) – Nagoja
 Nizozemsko -  Německo 1:3 (12:25, 14:25, 25:19, 25:27) 
10. listopadu 2010 (14:00) – Nagoja
 Itálie -  Kuba 2:3 (25:16, 24:26, 25:21, 23:25, 22:24)
10. listopadu 2010 (16:15) – Nagoja
 Česko -  Thajsko 1:3 (25:16, 18:25, 20:25, 23:25)
10. listopadu 2010 (18:30) – Nagoja

### Semifinále
Rusko –  USA 3:1 (25:16, 13:25, 25:19, 25:21) 
13. listopadu 2010 (15:00) – Tokio
 Brazílie –  Japonsko 3:2 (22:25, 33:35, 25:22, 25:22, 15:11)
13. listopadu 2010 (18:00) – Tokio

### Finále
Rusko -  Brazílie 3:2 (21:25, 25:17, 20:25, 25:14, 15:11)
14. listopadu 2010 (19:30) – Tokio

### O 3. místo
USA –  Japonsko 2:3 (25:18, 23:25, 25:21, 19:25, 8:15)
14. listopadu 2010 (17:00) – Tokio

### O 5. – 8. místo
Německo –  Turecko	2:3 (23:25, 18:25, 25:14, 25:20, 11:15)
13. listopadu 2010 (15:30) – Tokio
 Srbsko –  Itálie 0:3 	(20:25, 15:25, 22:25)
13. listopadu 2010 (18:00) – Tokio

### O 5. místo
Itálie –  Turecko 3:0 	(25:21, 25:20, 25:21)
14. listopadu 2010 (18:00) – Tokio

### O 7. místo
Srbsko –  Německo 1:3 	(25:20, 21:25, 22:25, 23:25)
14. listopadu 2010 (15:30) – Tokio

### O 9. – 12. místo
Polsko –  Nizozemsko 3:2 (24:26, 25:22, 25:22, 19:25, 15:9)
13. listopadu 2010 (12:30) – Tokio
 Kuba –  Čína 1:3 (25:16, 22:25, 19:25, 22:25) 
13. listopadu 2010 (13:00) – Tokio

### O 9. místo
Polsko -  Čína 3:0 (25:23, 25:21, 25:22) 
14. listopadu 2010 (14:00) – Tokio

### O 11. místo
Nizozemsko –  Kuba		3:0 (32:30, 25:23, 25:17) 
14. listopadu 2010 (13:00) – Tokio

## Konečné pořadí
| 16.              | Mistrovství světa 2010 | Z  | V  | P | Skóre | B  |
| ---------------- | ---------------------- | -- | -- | - | ----- | -- |
| Zlatá medaile    | Rusko                  | 11 | 11 | 0 | 33:7  | 22 |
| Stříbrná medaile | Brazílie               | 11 | 10 | 1 | 32:9  | 21 |
| Bronzová medaile | Japonsko               | 11 | 8  | 3 | 28:16 | 19 |
| 4.               | USA                    | 11 | 7  | 4 | 26:14 | 18 |
| 5.               | Itálie                 | 11 | 8  | 3 | 28:13 | 19 |
| 6.               | Turecko                | 11 | 6  | 5 | 23:22 | 17 |
| 7.               | Německo                | 11 | 7  | 4 | 24:14 | 18 |
| 8.               | Srbsko                 | 11 | 6  | 5 | 20:18 | 17 |
| 9.               | Polsko                 | 11 | 7  | 4 | 24:17 | 18 |
| 10.              | Čína                   | 11 | 6  | 5 | 20:17 | 17 |
| 11.              | Nizozemsko             | 11 | 5  | 6 | 21:19 | 16 |
| 12.              | Kuba                   | 11 | 4  | 7 | 16:26 | 15 |
| 13.              | Jižní Korea            | 9  | 5  | 4 | 18:15 | 14 |
| 13.              | Thajsko                | 9  | 4  | 5 | 13:18 | 13 |
| 15.              | Česko                  | 9  | 3  | 6 | 13:20 | 12 |
| 15.              | Peru                   | 9  | 2  | 7 | 9:22  | 11 |
| 17.              | Chorvatsko             | 5  | 2  | 3 | 6:9   | 7  |
| 17.              | Dominikánská rep.      | 5  | 1  | 4 | 6:13  | 6  |
| 17.              | Kostarika              | 5  | 1  | 4 | 4:12  | 6  |
| 17.              | Portoriko              | 5  | 1  | 4 | 3:12  | 6  |
| 21.              | Kazachstán             | 5  | 0  | 5 | 3:15  | 5  |
| 21.              | Kanada                 | 5  | 0  | 5 | 3:15  | 5  |
| 21.              | Keňa                   | 5  | 0  | 5 | 0:15  | 5  |
| 21.              | Alžírsko               | 5  | 0  | 5 | 0:15  | 5  |

## Soupisky
1.  Rusko
| - Maria Borodaková - Lesya Machno - Maria Perepelkina - Elena Murtazaeva - Lioubov Shashkova - Ksenia Naumová - Svetlana Kryuchková | - Nataliya Goncharova - Olga Fateeva - Daria Vekshina - Jekatěrina Gamovová - Věra Ulyakina - Yevgeniya Startseva - Ekaterina Kabeshova | - Tatiana Kosheleva - Julia Merkulová - Ekaterina Bogacheva - Liudmila Malofeeva - Irina Uraleva - Maria Zhadan |

2.  Brazílie
| - Fabiana Claudinová - Caroline Gattazová - Danielle Lins - Paula Pequeno - Adenízia Silva - Thaísa Menezes - Hélia Souza | - Jaqueline Carvalho - Natalia Martinsová - Wélissa Gonzaga - Joyce Silva - Natália Pereira - Sheilla Castro - Fabiana de Oliveira | - Ana Tiemi Takagui - Fernanda Rodrigues - Fabíola de Souza - Camila Brait - Juciely Cristina Barreto - Regiane Bidias |

3.  Čína
| - Wang Yimei - Zhang Lei - Yang Jie - Shen Jingsi - Luo Yu - Zhou Suhong | - Zhang Xian - Wei Qiuyue - Wang Qian - Li Juan - Xu Yunli - Xue Ming | - Liu Xiaotong - Chen Liyi - Ma Yunwen - Bian Yuqian - Chen Yao - Fan Linlin |